# صدای کوهستان
صدای کوهستان (به ژاپنی: 山の音, Yama no Oto) (به انگلیسی: Sound of the Mountain) یک فیلم درام ژاپنی به کارگردانی میکیو ناروسه است که در سال ۱۹۵۴ منتشر شد. از بازیگران آن می‌توان به ستسوکو هارا و سو یامامورا اشاره کرد.